# Ніч на Землі
«Ніч на Землі» (англ. Night on Earth) — американський комедійний фільм, знятий Джимом Джармушем. Світова прем'єра стрічки відбулась 4 жовтня 1991 року на Нью-Йоркському міжнародному кінофестивалі.

## Синопсис
Фільм розповідає п'ять історій за участю таксистів, що трапилися протягом однієї ночі в п'ятьох мегаполісах світу.

## У ролях
- Лос-Анджелес
  - Вайнона Райдер — Коркі, водійка таксі
  - Джина Роулендс — Вікторія Снеллінг, пасажир

- Нью-Йорк
  - Армін Мюллер-Шталь — Гельмут Ґрокенберґер, водій таксі
  - Джанкарло Еспозіто — Йо-Йо, пасажир
  - Розі Перес — Анджела, пасажир

- Париж
  - Ісаак де Банколе — водій таксі
  - Беатріс Далле — сліпа жінка, пасажир
  - Паскаль Н'Зонзі — пасажир
  - Еміль Абоссоло-Мбо — пасажир

- Рим
  - Роберто Беніньї — Джино, водій таксі
  - Паоло Боначеллі — пасажир

- Гельсінкі
  - Матті Пеллонпя — Міка, водій таксі
  - Карі Веянен — пасажир
  - Сакарі Куосманен — пасажир
  - Томі Сальмела — пасажир